# Антигон III Досон
Антигон III Досон (грец. Αντίγονος Γ' Δώσων; бл. 263 до н. е. — 221 до н. е.) — цар Македонії у період 229—220 до н. е. Прізвисько Досон означає «той, хто багато обіцяє, але мало дає».
Родич і опікун свого двоюрідного брата і попередника, Деметрія II. Згодом одружився з його вдовою й почав керувати Македонією спочатку як регент, а потім як цар. Забезпечив передачу престолу своєму пасинкові, юному Филиппу V, онукові Антигона Гоната.
До нього звернувся у 224 до н. е. глава Ахейского союзу Арат Сікіонський по допомогу проти спартанського царя Клеомена III. У битві при Селлазії 221 до н. е. останній був переможений, і Антигон став головою союзу, який, за винятком Етолії, обіймав майже всю Елладу. Але вже у 220 до н. е. Антигон помер після завзятої боротьби з іллірійцями.

## Сім'я
Антигон III Досон був зведеним двоюрідним братом свого попередника Деметрія II Етоліка. Батьком Досона був Деметрій Прекрасний (коротко цар Кірени), син Деметрія Поліоркета та його третьої дружини Птолемаїди, дочки Птолемея I Сотера та Еврідіки, дочки Антипатра.Таким чином, Деметрій Прекрасний був, зі сторони свого батька, молодшим зведеним братом батька Деметрія II, Антигона II Гоната, сина Поліоркета від його першої дружини Філи, іншої дочки Антипатра; а також племінник Птолемея Керавноса і Мелеагра з боку матері. За словами Євсевія, власною матір’ю Досона була фессалійська вельможа Олімпія, дочка Павлікліта з Лариси.У Антигона був також брат на ім’я Ехекрат, чий син, названий Антигоном на честь самого Досона, був убитий Персеєм при вступі останнього на престол Македонії.
Батько Досона, Деметрій Прекрасний, помер приблизно в 250 році до нашої ери в результаті подій, які відбулися після того, як був викликаний з Македонії в Кірену для одруження з Беренікою II, дочкою і спадкоємцем Мага з Кірени. Замість того, щоб задовольнятися своєю молодою нареченою, Деметрій відкрито став коханцем її могутньої матері Апами II. Тож ревнива наречена помстилася,вбивши його.Незрозуміло, чи померла мати Досона до цього часу.
Прізвище Антигона, Досон, грецьким перекладом означає «збиратися дати». Сенс цього невизначений. За словами Плутарха, це «означало, що він був відданим та багатообіцяючим, але не виконав своїх зобов’язань», хоча навіть точний сенс цього неясний.

## Регент Македонії
Коли Деметрій II загинув у битві в 229 році до нашої ери, його синові і потенційному наступнику, пізніше Філіппу V, було лише дев’ять років. За словами Плутарха і македонська армія, і дворянство вважали політичну ситуацію занадто нестабільною, щоб чекати, поки Філіп V дозріє, щоб взяти на себе командування.Як наслідок, македонська знать звернулася до Досона, який згодом був призначений регентом королівства, а потім одружився з вдовою свого попередника і матір’ю Філіпа, Хризеїдою. Однак лише після того, як Досон продемонстрував свої лідерські здібності, досягнувши успіху (де його двоюрідний брат Деметрій зазнав невдачі) перемогти дарданських загарбників, а також придушити повстання фессалійців і показавши, що його правління було в цілому помірним і добрим. , що йому було присвоєно титул короля.На відміну від своїх предків-антигонідів, у нього не було життєздатних суперників, які могли б оскаржити його право на правління. Проте, навіть будучи королем, він, очевидно, уявляв себе доглядачем за сином свого двоюрідного брата, Філіпом V.

## Король Македонії
Як король, Антігон III виявився таким ж майстром тактичної дипломатії, як і військової стратегії. Менш ніж за десятиліття правління він не лише убезпечив кордони своєї нації, він також відновив Македонію як домінуючу силу в регіоні. На відміну від попередніх македонських правителів, які намагалися здобути прямого панування над своїми запеклими незалежними сусідами на Заході та Півдні, він уклав союзи з Епіром та Ахейським союзом. Коли Спарта під керівництвом Клеомена III спробувала встановити гегемонію над усім Пелопоннесом, Арат Сікіонський — тривалий лідер грецької опозиції македонському панування — запросив Антигона втрутитися (226 р. до н.е.). Створивши свою базу на висотах над Коринфом, Антигон відновив широку еллінську лігу (224 р. до н. е.) під своїм керівництвом, перш ніж розпочати атаку на Спарту. Спартанські сили, перевершені більшою, краще оснащеною македонською армією, були настільки розгромлені в битві при Селласії (222 р. до н.е.), що Клеомену вдалося втекти лише з кількома вершниками, і в кінцевому підсумку йому довелося шукати притулку в Єгипті.Проте великодушним жестом Антигон стримав своїх солдатів від пограбування Спарти, сказавши, що його ворогом був Клеомен, а не Спарта.
Антигон недовго радів цій перемозі. Бо, поки його війська вели похід на південний Пелопоннес, іллірійці вторглися в Македонію з півночі. Антигону довелося кинутися на північ, щоб відбити цю нову загрозу. По дорозі Антигон пройшов через Тегею та Аргос, прибуття співпало з початком Немейських ігор, де він був відзначений Ахейським союзом та різними іншими містами.Його смерть сталася незабаром після того, як він повернувся до Македонії і вступив у бій з іллірійською армією.Бо, хоча македонські сили знову перемогли, командир захворів під час битви (можливо, хоча й не обов'язково в результаті розриву кровоносної судини) і помер.

## Родовід
Предки Антигона III Досона
16. Філіп з Елімеї
8. Антигон I Монофтальм, Базілевс з Македонії
4. Деметрій I Македонський
18. Корреус
9. Стратонайс
2. Деметрій Прекрасний, Цар Кірени
20. Лаг Еордейський
10. Птолемей I Сотер, фараон Єгипту
21. Арсіноя Македонська
5. Птолемаїда Єгипетська
22. Антипатр
11. Євридика Єгипетська
1. Антигон III Досон, цар Македонії
6. Полікліт Лариси